# Pride Shockwave
Dynamite! Summer Night Fever in Kokuritsu, na międzynarodowym rynku PPV promowana jako PRIDE Shockwave – gala mieszanych sztuk walki i kick-boxingu zorganizowana wspólnie przez spółkę DSE (właściciel PRIDE FC) i organizację K-1. Rozegrano na niej pięć walk MMA na zasadach PRIDE FC, dwie walki kick-boxerskie na zasadach K-1 oraz jeden pojedynek na specjalnych zasadach grapplingu. Rozgrywki na Stadionie Olimpijskim w Tokio oglądało na żywo ponad 70 000 widzów (oficjalnie 91 108), co jest rekordem dla zawodów MMA.

## Wyniki walk
- Walka #1 (MMA, 3x5 min):  Wanderlei Silva vs  Tatsuya Iwasaki

Zwycięstwo Silvy przez KO (ciosy pięściami), 1:16 1R.
- Walka #2 (MMA, 3x5 min):  Jerrel Venetiaan vs  Daijiro Matsui

Zwycięstwo Venetiaana przez niejednogłośną decyzję sędziów (2-1)
- Walka #3 (MMA, 3x5 min):  Gary Goodridge vs  Lloyd Van Dams

Zwycięstwo Goodridge'a przez TKO (walka zatrzymana przez sędziego), 3:39 1R.
- Walka #4 (K-1, 5x3 min):  Semmy Schilt vs  Ernesto Hoost

Sędziowie przyznali remis.
- Walka #5 (K-1, 3x3 min):  Jérôme Le Banner vs  Don Frye

Zwycięstwo Le Bannera przez KO (prawy sierpowy), 1:30 1R.
- Walka #6 (MMA, 1x10 i 2x5 min):  Antônio Rodrigo Nogueira vs  Bob Sapp

Zwycięstwo Nogueiry przez poddanie (dźwignia prosta na staw łokciowy), 4:03 2R.
- Walka #7 (grappling, 2x10 min):  Hidehiko Yoshida vs  Royce Gracie

Zwycięstwo Yoshidy przez techniczne poddanie (duszenie sode guruma jime), 7:24 1R.
- Walka wieczoru (MMA, 3x5 min):  Mirko Filipović vs  Kazushi Sakuraba

Zwycięstwo Filipovicia przez TKO (walka zatrzymana przez lekarza), 5:00 2R.